# 古郡家1号墳
古郡家1号墳（ここおげいちごうふん）は、鳥取県鳥取市古郡家にある古墳。形状は前方後円墳。古郡家古墳群を構成する古墳の1つ。史跡指定はされていない。出土遺物は鳥取県指定保護文化財に指定されている。
因幡地方（鳥取県東部）では最大規模の古墳で、4世紀末（古墳時代中期初頭）頃の築造と推定される。

## 概要
鳥取県東部、鳥取平野南縁の低丘陵（通称「上ノ山」）上に築造された古墳である。1957年（昭和32年）に発掘調査が実施されている。
墳形は前方後円形で、前方部を北北東方向に向ける。墳丘は2段築成。墳丘長は92.5メートルを測り、因幡地方（鳥取県東部）で最大規模になる。墳丘外表では円筒埴輪・朝顔形埴輪による埴輪列のほか、形象埴輪（家形・盾形埴輪）、葺石が認められている。埋葬施設は、後円部中央における粘土槨1基・箱式石棺2基の計3基からなり、発掘調査ではこれらの埋葬施設から多量の副葬品が出土している。
築造時期は、古墳時代中期初頭の4世紀末頃と推定される。一帯では、南東の六部山3号墳（墳丘長65.5メートル、因幡地方最古級の前方後円墳）に後続する有力首長墓に位置づけられる古墳である。
出土遺物は2014年（平成26年）に鳥取県指定保護文化財に指定されている。

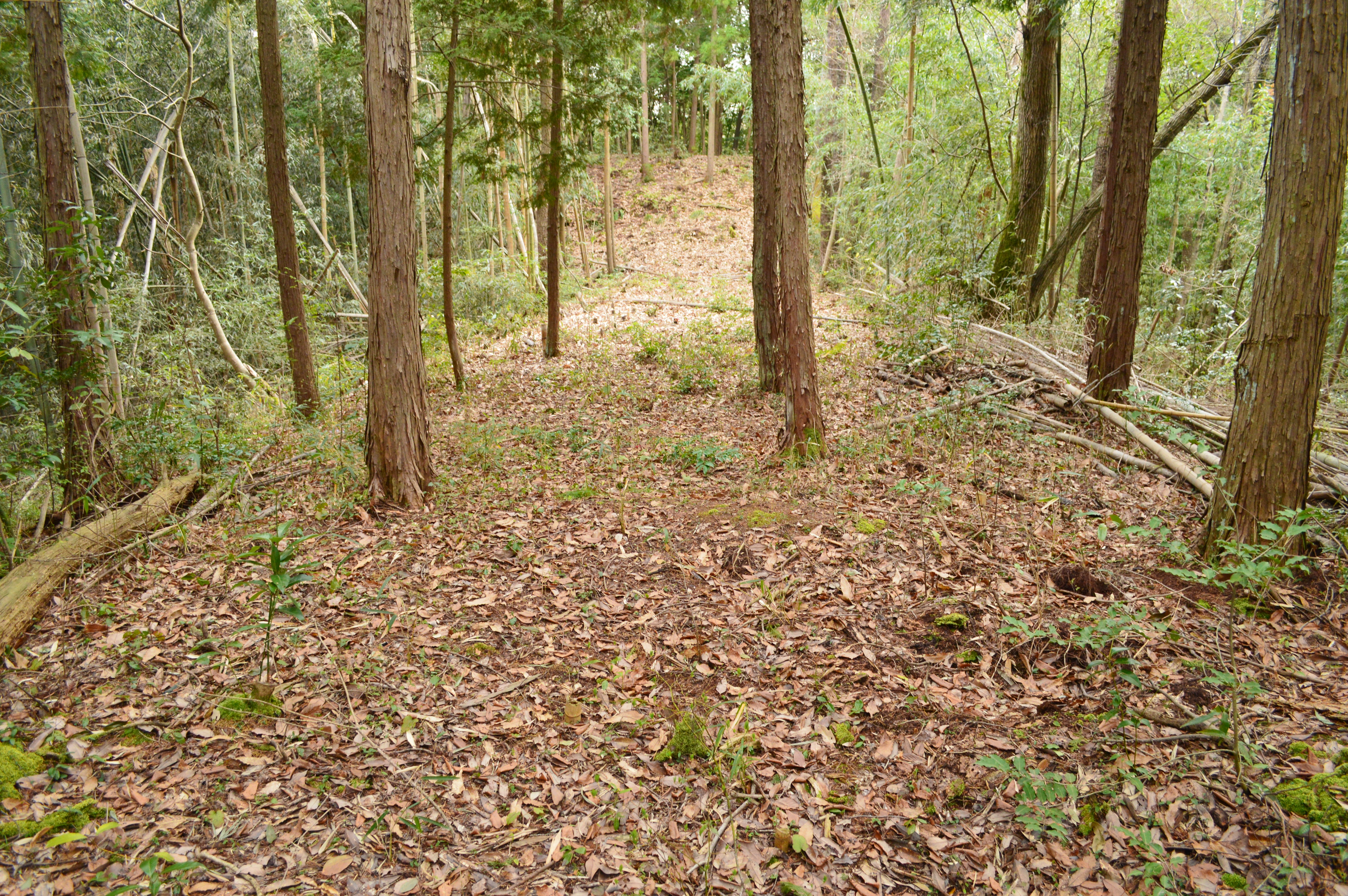
前方部から後円部を望む
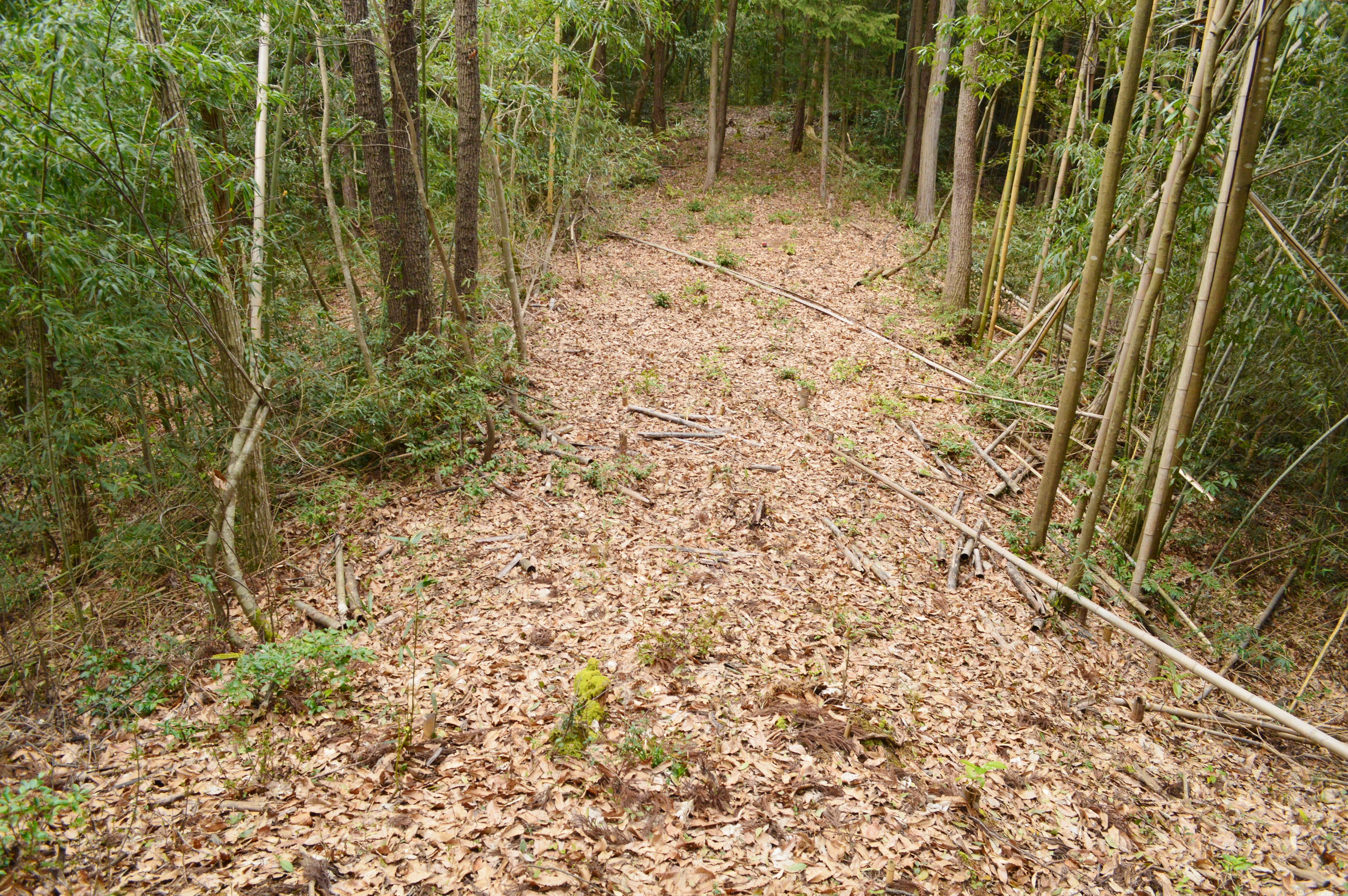
後円部から前方部を望む

## 埋葬施設

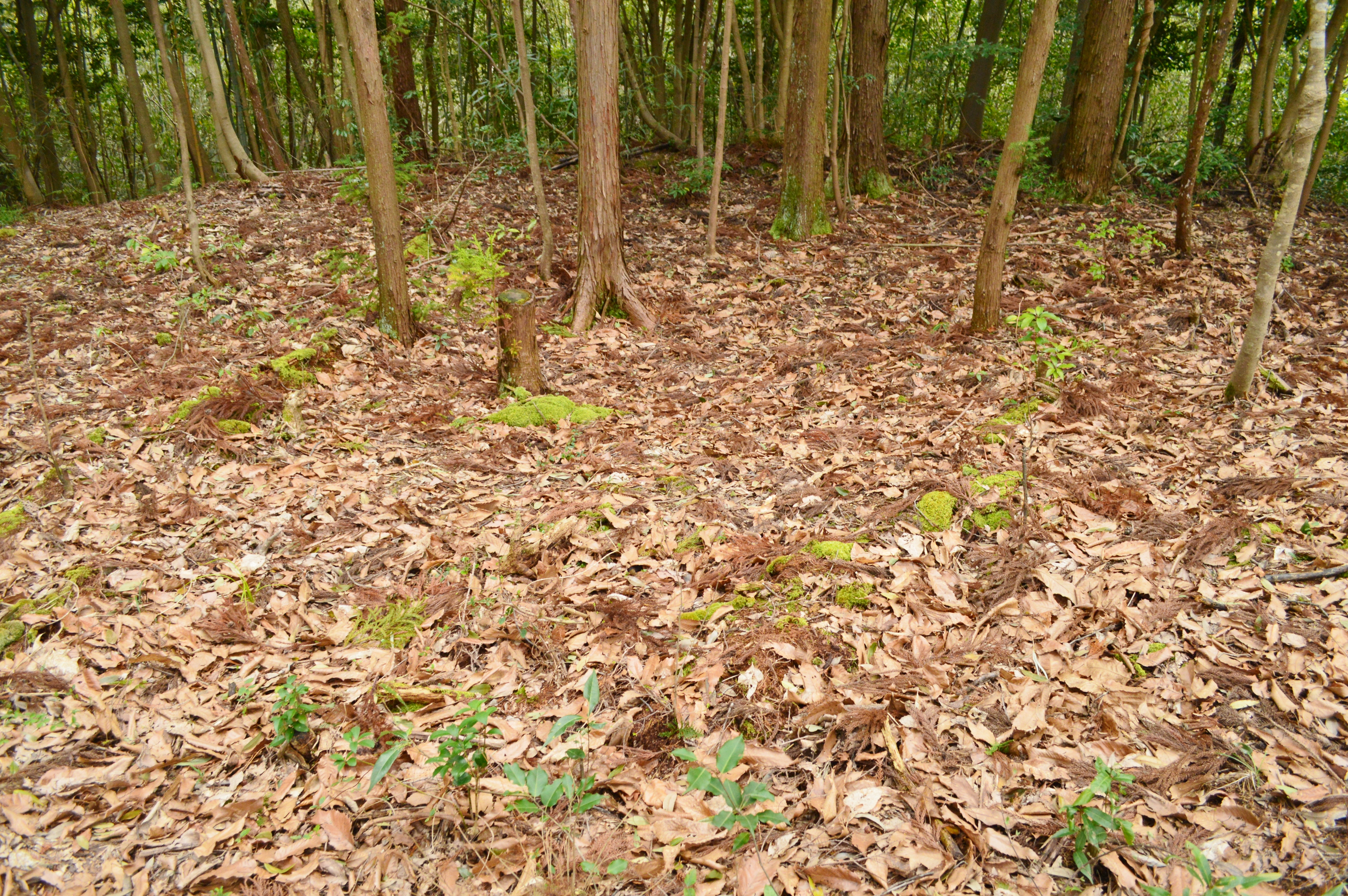
後円部墳頂

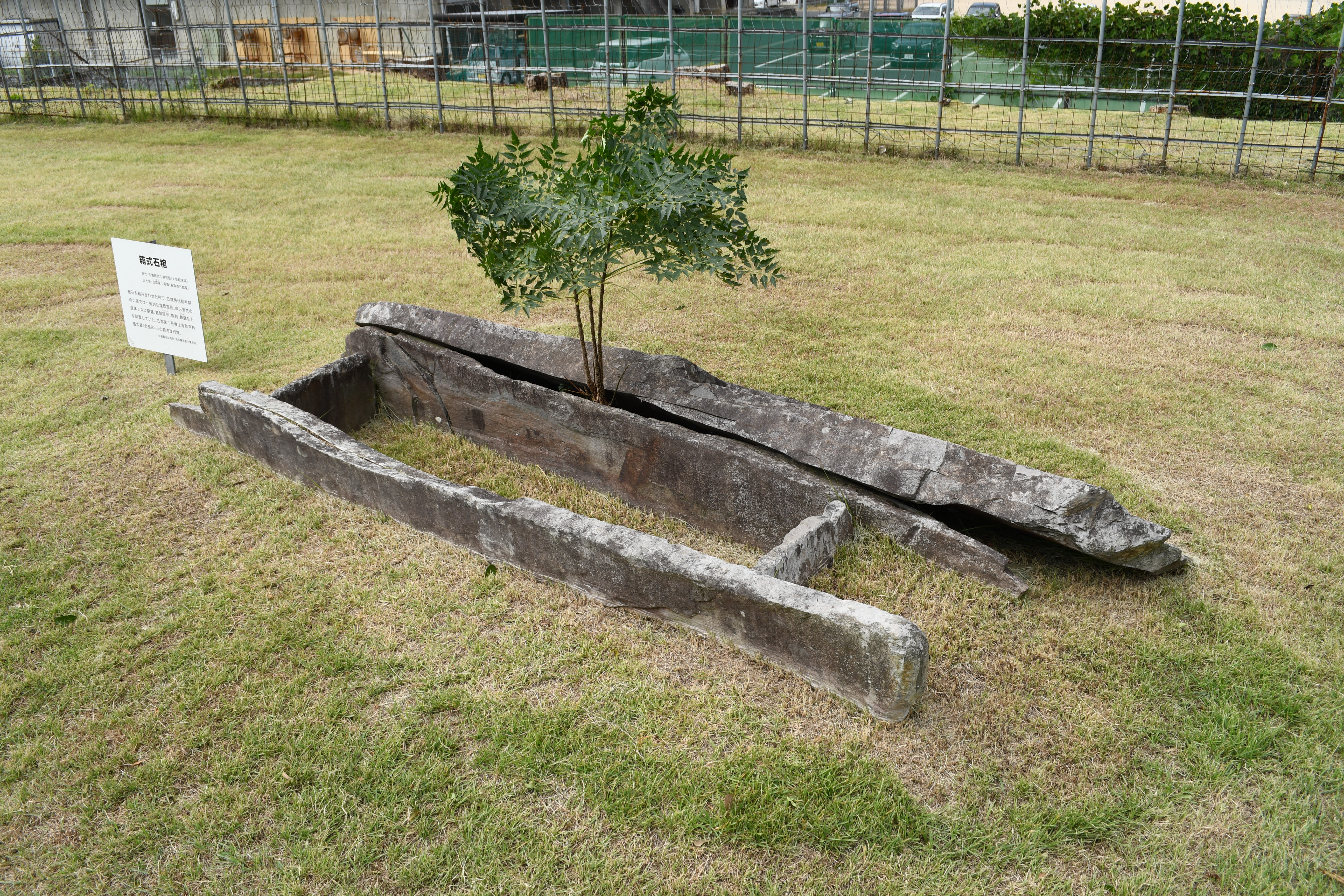
箱式石棺（移築）鳥取県立博物館展示。

埋葬施設としては、後円部に3基が認められている。3基の埋葬方向は、いずれも墳丘主軸に直交する東西方向である。
中央棺
粘土槨で、後円部中央に位置する。長さ6.3メートル、幅1.3-1.6メートル。棺からは八ツ手葉形銅製品のほか勾玉・管玉等の副葬品が出土した。特に八ツ手葉形銅製品は、同型品が奈良県の新沢500号墳で知られるのみになる。
南棺
箱式石棺で、中央棺の南側に位置する。長さ1.43メートル、幅0.44-0.46メートル、深さ0.38メートルで、西に石枕を置き、棺内面は丹塗りされている。棺から副葬品は出土せず、代わりに再葬骨の残存が認められている。
北棺
箱式石棺で、中央棺の北側に位置する。長さ1.9メートル、幅0.44-0.46メートル、深さ0.40メートルで、西に土師器壺転用枕を置き、棺内面は丹塗りされている。棺からは重圏文鏡・櫛・短甲・鉄剣等の副葬品が出土した。特に短甲は、類例中では最古に位置づけられている。

## 文化財

### 鳥取県指定文化財
- 保護文化財（有形文化財）
  - 古郡家1号墳出土遺物一括（考古資料） - 明細は後出[5]。鳥取県立博物館保管。2014年（平成26年）10月3日指定[3]。

- 八ツ手葉形銅製品 1面
- 玉類
  - 翡翠勾玉 1箇
  - 碧玉製管玉 1箇
  - 緑色凝灰岩製管玉 18箇
- 土師器
  - 甕 1箇
  - 高杯 1箇
- 重圏文鏡 1面
- 長方板革綴短甲 1領
- 鉄剣 5本
- 鉄鏃
  - 圭頭式 4本
  - 逆刺柳葉式 2本
  - 鑿頭式 18本
- 鉄製工具
  - 刀子 3本
  - ヤリガンナ 3本
  - 鑿 1本
- 竪櫛 4箇
- 土師器壺 1箇
- 朱付き板石 1枚
- 埴輪 一括
  - 円筒埴輪
  - 家形埴輪

## 関連施設
- 鳥取県立博物館（鳥取市東町） - 古郡家1号墳の出土品を展示。

## 周辺

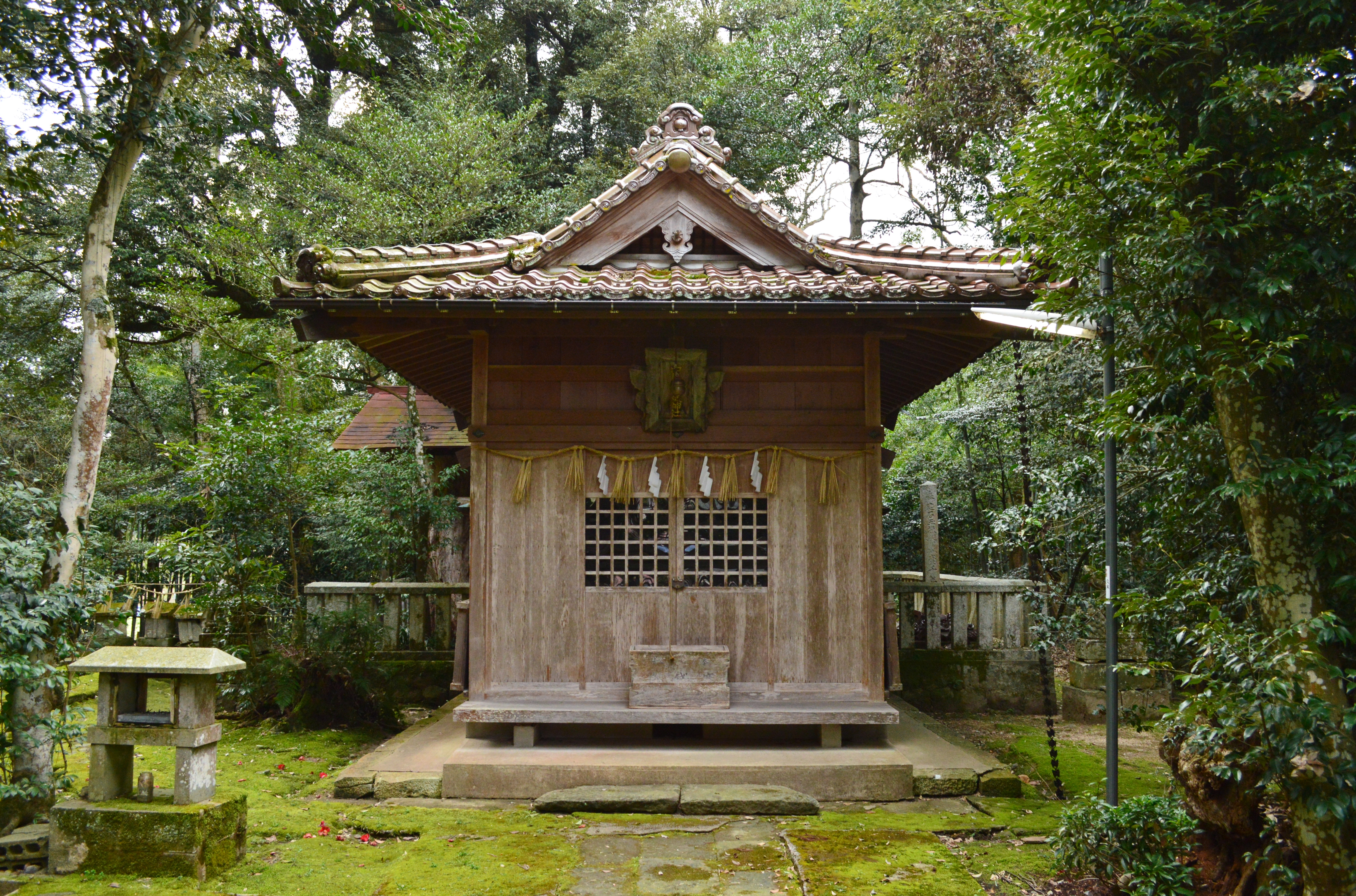
中臣崇健神社

- 中臣崇健神社 - 延喜式内社。

## 関連文献
（記事執筆に使用していない関連文献）
- 鳥取県立公文書館県史編さん室 編『古郡家1号墳・六部山3号墳の研究 -出土品再整理報告書-』鳥取県、2013年。